# 白沙漠國家公園
27°16′38.41″N 28°12′1.59″E / 27.2773361°N 28.2004417°E

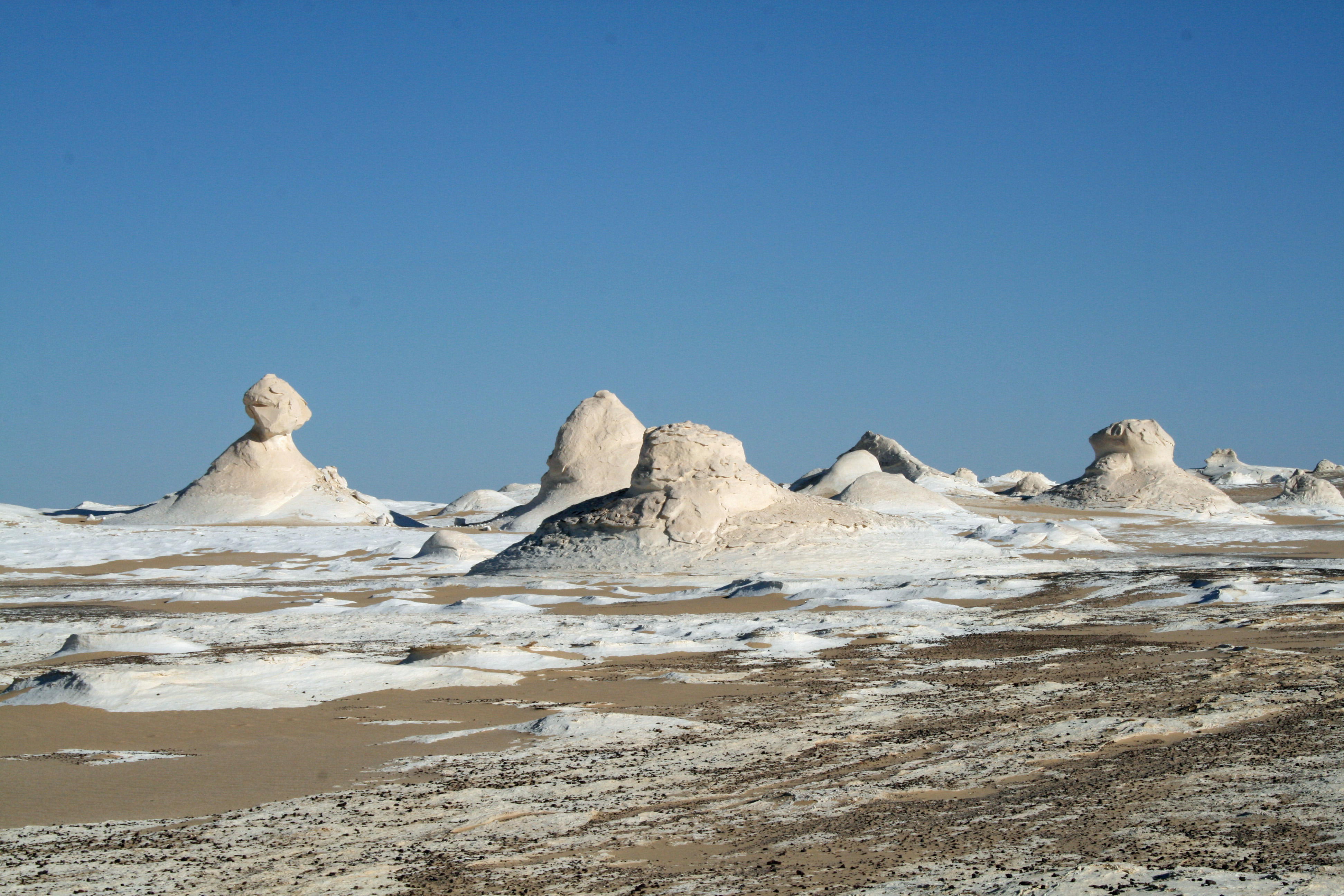

白沙漠國家公園是埃及的國家公園，成立於2002年，面積300平方公里，最高點海拔高度353米，有細角瞪羚、小鹿瞪羚、蠻羊、胡狼、赤狐、耳廓狐、沙漠猫等野生動物棲息。